# Абрикоса (плід)

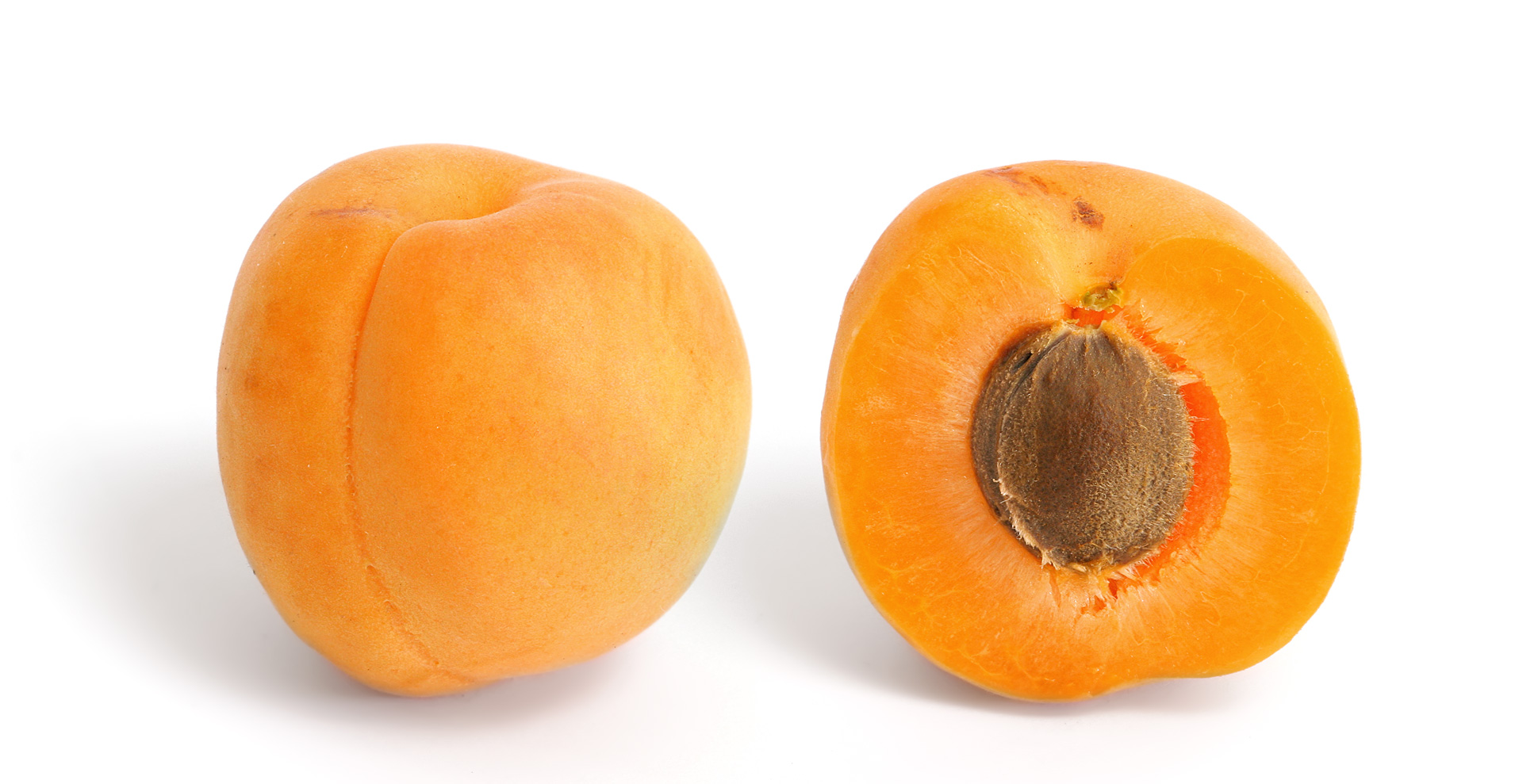

Абрико́са — жовтогарячий плід з кісточкою дерева абрикоса, зазвичай абрикоса звичайного, але також і близькоспоріднених йому видів із секції Armeniaca роду Prunus: маньчжурського абрикоса (Prunus mandshurica), сливи муме (Prunus mume), сибірського абрикоса (Prunus sibirica), бріансонського абрикоса (Prunus brigantina) тощо та деяких гібридних видів.

## Зовнішній вигляд
Колір плодів абрикоса пов'язаний із каротиноїдами, що містяться в них.

## Харчова цінність
Плоди містять цукор, вітаміни, органічні кислоти (яблучну й лимонну), каротин, мінерали. Для людини є джерелом калію, каротину, вітаміну C, хоча вітаміну C в ньому не так багато: 10 мг на 100 г. Заліза теж небагато — 0,4 мг на 100 г., що становить 3-4 % добової потреби дорослої людини.
Абрикоса низькокалорійна (48 ккал на 100 г). Є дієтичним продуктом.
З абрикосів готують варення, джеми, компоти, цукати і марципани, а також вина і лікери. Також їх кладуть як начинку в пироги та вареники.
Крім того, абрикоси сушать: при сушінні плоди мають здатність зберігати корисні якості. Висушені без кісточки абрикоси мають назву курага, висушені дрібноплоді з кісточкою — це урюк, цілісний плід, з якого перед сушінням була видалена кісточка, з неї вилучено ядро і вкладено назад в абрикос — аштак-паштак.
У Вірменії з абрикосів готують алани: абрикоси ледь підсушують, потім виймають кісточки і натомість начиняють горіхами та цукром.
Абрикосові кісточки світло-коричневі, ядерце гіркувате. Їх споживають, а з їхніх ядер роблять марципан. Інколи є замінником гіркого мигдалю.

## Види Prunus sect. Armeniaca
- Prunus armeniaca
- Prunus brigantina ?
- Prunus cathayana(інші мови)
- Prunus dasycarpa
- Prunus hongpingensis
- Prunus hypotrichodes(інші мови)
- Prunus limeixing
- Prunus mandshurica
- Prunus mume
- Prunus sibirica
- Prunus zhengheensis